# Richard Irvine Manning III
Richard Irvine Manning III (* 15. August 1859 im Sumter County, South Carolina; † 11. September 1931 in Columbia, South Carolina) war ein US-amerikanischer Politiker und von 1915 bis 1919 Gouverneur von South Carolina.

## Frühe Jahre
Richard Manning entstammte einer prominenten Politikerfamilie aus South Carolina, die bereits mehrere Gouverneure gestellt hatte, und die alle entweder Manning oder Richardson hießen. Sein gleichnamiger Großvater war von 1824 bis 1826 ebenfalls Gouverneur von South Carolina gewesen. Manning besuchte zwischen 1877 und 1879 die University of Virginia. In den folgenden Jahren machte er eine geschäftliche Karriere. Unter anderem war er Bankier, Baumwollpflanzer und Präsident der amerikanischen Ex- und Import Corporation. Darüber hinaus war er Leiter einer Telefongesellschaft und einer Feuerversicherung. Er war zudem Kurator der University of South Carolina und des Clems Colleges.

## Politischer Aufstieg
Ab 1892 war er politisch aktiv. In diesem Jahr wurde er in das Abgeordnetenhaus von South Carolina gewählt, wo er bis 1896 verblieb. Zwischen 1898 und 1906 war er im Senat seines Heimatstaates. Im Jahr 1905 war er sogar Präsident dieses Gremiums. Manning war Mitglied der damals in South Carolina konkurrenzlosen Demokratischen Partei, die aber innerparteiliche Differenzen aufwies. Manning gehörte zu den Gegnern von Gouverneur Coleman Livingston Blease, dessen Politik sehr umstritten war. Als im November 1914 die Gouverneurswahlen anstanden, konnte sich Manning in seiner Partei gegen die Anhänger von Blease durchsetzen und die Nominierung und damit die Wahl am 3. November gewinnen.

## Gouverneur von South Carolina
Gouverneur Blease trat fünf Tage vor dem Ende seiner Amtszeit zurück, unter anderem auch weil er bei der Amtseinführung seines Gegners Manning nicht anwesend sein wollte. Richard Manning, der 1916 in seinem Amt bestätigt wurde, konnte vier Jahre als Gouverneur amtieren. Er war ein Vertreter des Progressiven Flügels seiner Partei. In seiner Amtszeit wurde ein staatlicher Wohlfahrtsausschuss und das Straßenbauamt (Highway Department) geschaffen. Mit letzterem wurde dem aufkommenden Automobilverkehr Rechnung getragen. Gouverneur Manning verdoppelte den Haushalt für die Bildungspolitik, die dadurch erheblich verbessert wurde. Im Jahr 1915 wurde nach einer Volksabstimmung die Prohibition, also ein Verbot des Handels mit alkoholischen Getränken eingeführt. Ein Jahr später wurde das Mindestalter für Kinderarbeit auf 14 Jahre angehoben. Im Februar 1917 wurde in Charleston die erste Filiale des NAACP in South Carolina gegründet und im Jahr 1918 wurde den Frauen offiziell die Möglichkeit gegeben, als Rechtsanwalt zu arbeiten. Ende 1918 wurde das Land von einer Grippewelle heimgesucht, der 7400 Menschen zum Opfer fielen. Neben diesen innenpolitischen Vorgängen musste sich der Gouverneur auch mit den Folgen des amerikanischen Kriegseintritts in den Ersten Weltkrieg auseinandersetzen. Er war für die Mobilmachung in South Carolina verantwortlich. Insgesamt wurden damals über 307.000 Männer gemustert, aber nicht alle wurden tatsächlich zum Militärdienst eingezogen. Nach dem Ende des Kriegs im November 1918, kurz vor dem Ende seiner Amtszeit, musste die Verwaltung und die Wirtschaft des Landes wieder auf den Friedensbedarf umgestellt werden.

## Weiterer Lebensweg
Aufgrund einer Verfassungsklausel durfte Richard Manning nicht für eine dritte zusammenhängende Amtszeit kandidieren. Daher schied er am 21. Januar 1919 aus seinem Amt. In der Folge widmete er sich wieder seinen privaten geschäftlichen Interessen. Er war auch Mitglied der amerikanischen Friedenskomitees. Richard Manning starb im September 1931. Er war mit Lelia Bernard Meredith verheiratet, mit der er sechs Kinder hatte.